# Mota castral

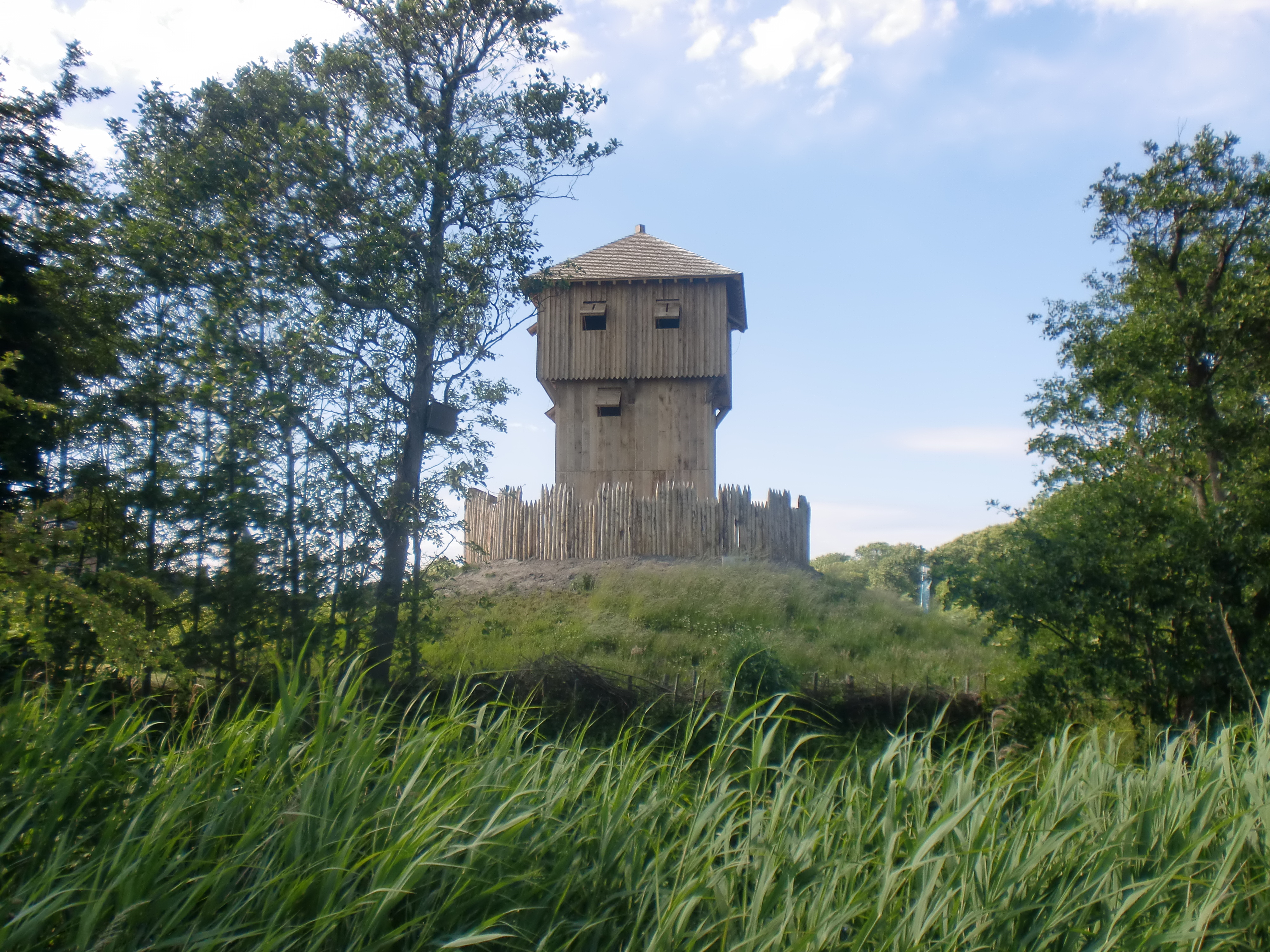
Mota Terra Maris en Oostkapelle (Países Bajos), reconstrucción de 2011.

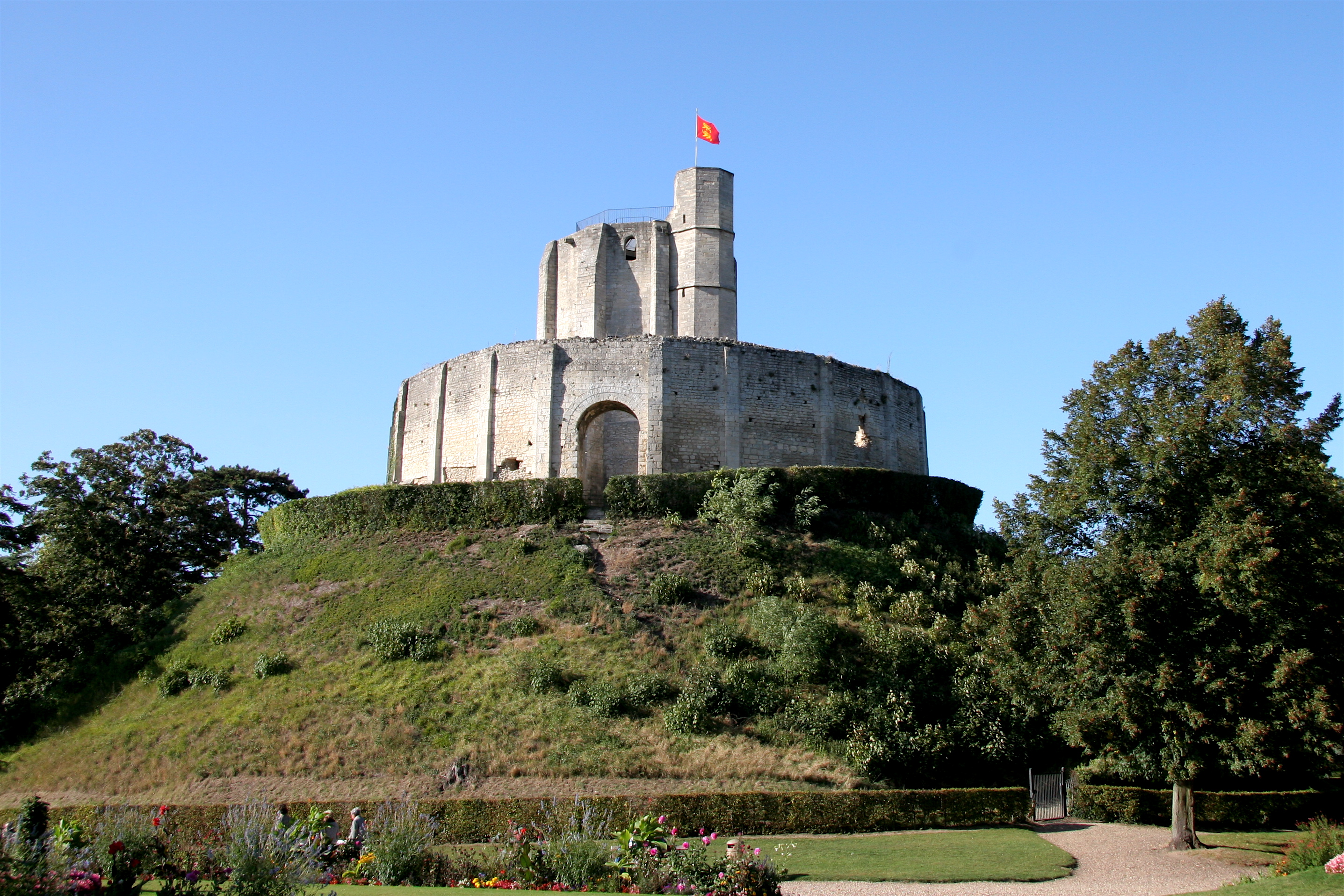
Castillo de Gisors en Normandía, Francia.

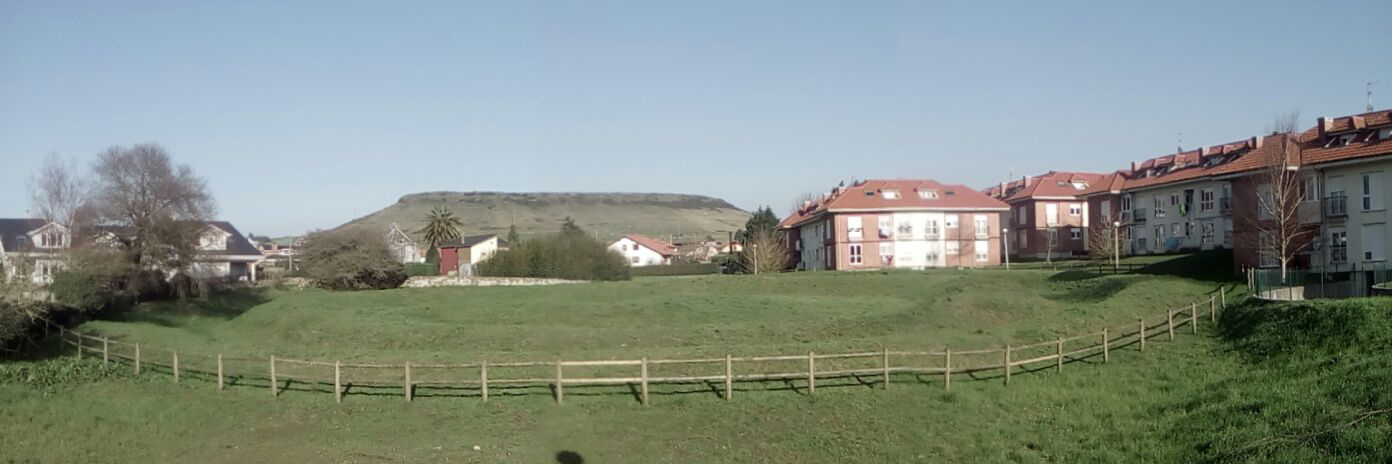
Mota de Trespalacios en Hinojedo (Cantabria, España).

Se denomina mota, mota castral, mota feudal o  castillo de mota y bailey a la fortificación situada sobre un cerro, rodeada de una cerca de estacas, un foso o ambas estructuras.
Es un tipo de castillo que se difundió a través del Reino Unido y Francia entre los siglos XI y XII. Previamente se suponía de origen anglosajón, pero Ella Sophia Armitage, John Horace Round, George Neilson y Goddard Henry Orpen lograron demostrar que no comenzaron a construirse hasta después de la conquista normanda de Inglaterra en 1066. Su libro The Early Norman Castles of the British Isles es considerado un trabajo fundamental sobre el tema.
La mota es un montículo realzado de tierra, parecido a una pequeña colina, regularmente artificial, sobrepuesta por una estructura de madera o de piedra. La tierra para el montículo está presa en un zanjón excavado alrededor de la motte o en torno al castillo entero. La superficie externa del montículo puede ser recubierta de arcilla o reforzada con soportes de madera.
El bailey es un patio cerrado, circundado por una verja de madera y sobrepuesto a la mota. Solía servir de casa para los vasallos del señor del castillo o granjeros. Es probable que un castillo tuviera más de uno, a veces uno interno y otro externo. A menudo estaba conectado al foso que rodea la mota. El bailey típico contenía un salón, establos para los caballos y ganado, una capilla y cabañas.
Era posible construir estas estructuras con gran rapidez y facilidad en la época de la invasión normanda de Inglaterra y de asentamientos anglonormandos en Gales, Irlanda y en las planicies de Escocia. Un muro defensivo con puerta sustituyó a la verja de madera, como en los castillos de Berkeley, Alnwick, Warwick y el de Windsor (todavía existente). En numerosos casos las defensas de madera y tierra nunca fueron sustituidas con piedra. Muchos restos de ese tipo de estructuras pueden encontrarse en diversas zonas de Gran Bretaña. Es difícil encontrar motas castrales en otras partes de Europa. Un ejemplo de este tipo de fortificación en España sería la de Trespalacios, en la localidad cántabra de Hinojedo; o el Castillo de la Mota, en Medina del Campo, Valladolid.
Sin ninguna conexión entre sí, el modelo de mota castral se conoce también en los castillos japoneses.